# یعقوب ذوالقدر
یعقوب خان ذوالقدر حاکم فارس در سالهای ۹۹۶ تا ۹۹۸ هجری قمری و رئیس ایل ذوالقدر بود. وی از متحدان شاه عباس صفوی در رسیدن به تخت پادشاهی بود و به همین سبب با حکم وی به حکومت فارس منصوب شد. اما پس از مدتی به دلیل سیاست اصلاحات تمرکزگرایانه شاه عباس علیه او شورش کرد و نهایتاً به فرمان وی کشته شد. با سرکوب این شورش، شاه عباس توانست نیمه جنوبی کشور از جمله شیراز، یزد، کرمان و اصفهان را از وجود مخالفان خود پاکسازی نماید. پس از کشته شدن یعقوب خان ذوالقدر، بنیاد بیگ ذوالقدر فرمان حکومت فارس را از شاه عباس دریافت نمود.
به دستور وی و در سال پایانی حکومتش  مقبره ی سعدی تخریب گردید.  